# 冬の散歩道
「冬の散歩道」（原題：A Hazy Shade of Winter）は、サイモン&ガーファンクルが1966年に発表した楽曲。

## 解説
アルバム『パセリ・セージ・ローズマリー・アンド・タイム』（1966年）のためのレコーディング・セッション終了後に制作され、アルバムと同時期にシングルとしてリリースされた。発表から1年半を経て、アルバム『ブックエンド』（1968年）に収録される。B面「エミリー・エミリー」は『パセリ・セージ・ローズマリー・アンド・タイム』収録曲。
12弦ギターのリフをフィーチャーした、ロック色の強い楽曲。全米チャートのトップ10には入らなかったが、allmusic.comの評論家Richie Unterbergerは、「サイモン&ガーファンクルの楽曲の中でも最も優れたものの一つで、優しさと気品でよく知られるデュオによる、最も力強く、ロック指向の強い楽曲」と評している。
日本では、本国アメリカよりも3か月遅い1967年1月に日本コロムビアから初リリースされた。1973年1月には、B面に「アイ・アム・ア・ロック」を収録した独自企画のシングルとしてCBSソニーから発売され、オリコン68位を記録。その後、1988年には深夜バラエティ番組『週刊テレビ広辞苑』のエンディング・テーマとして、また1994年にはテレビドラマ『人間・失格〜たとえばぼくが死んだら』の挿入歌に使用され、CDシングルとして発売されると、オリコン13位に達した。この時のカップリング曲は、オリジナルと同じ「エミリー・エミリー」。

## カヴァー
- バングルス - 1987年の映画『レス・ザン・ゼロ』のサウンドトラックに提供。原題は「Hazy Shade of Winter」に変更されている（不定冠詞 Aが付かない）。シングルとしても発売され、オリジナル・バージョン以上の大ヒット（全米2位・全英11位）となった。
- スナッフ - EP『Flibbiddydibbiddydob』（1990年）に収録。
- KinKi Kids - 映像作品『KinKi Kids'96 1996.1.13 yoyogi white theater』（1996年）に収録。
- ソドム - 『'Til Death Do Us Unite』（1997年）に収録。
- ザ・ローカル・バンド（英語版） - アルバム『Locals Only – Dark Edition』（2016年）に収録。
- ジェラルド・ウェイ - 2019年にNetflixにて放送されるシリーズThe Umbrella Academyの使用曲として、同じく元マイ・ケミカル・ロマンスのメンバーであったレイ・トロとともにこの曲をカバー[5]。